# Destination Set to Nowhere
Destination Set to Nowhere är det italienska progressiva power metal-bandet Vision Divines sjunde studioalbum, utgivet i september 2012 på earMusic (bandets första och enda skiva på detta bolag), i Japan på Avalon och i Sydkorea på Evolution Music.
På albumet spelar den tidigare basisten Andrea "Tower" Torricini åter med bandet. Det skulle dock bli trummisen Alessandro Bissas sista skiva.

## Låtlista
1. "S'i fosse foco" – 1:50
2. "The Dream Maker" – 5:03
3. "Beyond the Sun and Far Away" – 3:58
4. "The Ark" – 5:42
5. "Mermaids from Their Moons" – 5:23
6. "The Lighthouse" – 4:38
7. "Message to Home" – 6:17
8. "The House of the Angels" – 5:11
9. "The Sin Is You" – 4:38
10. "Here We Die" – 4:15
11. "Destination Set to Nowhere" – 4:17

Bonusspår på koreanska utgåvan
1. "Gutter Ballet" (Savatage-cover) – 6:33

## Medverkande
Musiker
- Fabio Lione – sång
- Olaf Thörsen – gitarr
- Federico Puleri – gitarr
- Andrea "Tower" Torricini – basgitarr
- Alessio Lucatti – keyboard
- Alessandro Bissa – trummor

Produktion
- Olaf Thörsen – producent, inspelningstekniker
- Simone Mularoni – mixning, mastering
- Alessio Lucatti – inspelningstekniker
- Anne Catherine Wedel – låttexter
- Alexander Mertsch – sleeve design
- Dirk Schulz – albumkonst
- Lorenzo Evangelisti – foto
- Lorenzo Chiellini – foto